# Panda Bear (album)
Panda Bear è il primo eponimo album in studio del musicista statunitense Panda Bear, pubblicato nel 1998.

## Tracce
1. Inside a Great Stadium and a Running Race – 5:49
2. Mich mit einer Mond – 4:10
3. On the Farm – 4:00
4. Ohne Titel – 2:38
5. Fire! – 2:44
6. O Please Bring Her Back – 3:35
7. Ain't Got No Troubles – 3:59
8. Winter in St. Moritz – 2:13
9. Liebe auf den Ersten Blick – 4:41
10. A Musician and a Filmmaker – 4:30
11. We Built a Robot – 3:16
12. Sometimes When It Hurts Bad Enough It Feels Like This – 4:01
13. A Lover Once Can No Longer Now Be a Friend – 5:11
14. Ohne Titel – 2:50